# 貝勒大學
31°32′50″N 97°6′50″W / 31.54722°N 97.11389°W
貝勒大學（Baylor University）校本部位於美國德克薩斯州韋科，佔地近1000英畝，是一所私立大學，同時也是全世界校園面積最大的浸信會大學。該校成立於1845年，為全德州未更名大學中歷史最悠久的一所。

## 學術
2005年該大學加入费米国立加速器实验室的费米实验室碰撞探测器計劃，次年卡內基基金會將其研究型大學分級上調至“High Research Activity”。
大学分为12个授予学位的学术单位：
- College of Arts & Sciences
- Diana R. Garland School of Social Work
- George W. Truett Theological Seminary
- Graduate School
- Hankamer School of Business
- Honors College
- 贝勒法学院
- Louise Herrington School of Nursing
- Robbins College of Health and Human Sciences
- School of Education
- School of Engineering & Computer Science
- School of Music

## 排名
貝勒大學是一所四年制浸信會大學，成立於1845年。它是美國國內較好的大學之一，排名依機構不同而有較大差異。本科錄取率在40%左右。

## 外部連結
- 貝勒大學官方網站 （页面存档备份，存于）